# 超级魔鬼经济学
《超爆蘋果橘子經濟學》（英語：SuperFreakonomics: Global Cooling, Patriotic Prostitutes, and Why Suicide Bombers Should Buy Life Insurance）是本由芝加哥大學經濟系教授史蒂芬·李維特和前《紐約時報》編輯史蒂芬·杜伯納共同撰寫的非文學作品。2009年10月初於歐洲出版，10月20日於美國出版。為《蘋果橘子經濟學》的續作。

## 概要
為《蘋果橘子經濟學》的續作；前言中提到人們的所有作為，背後都有誘因，並說明人們都應該為問題找到更便宜的解方。第一章寫道，生意是如何隨著季節而有所變化，還有妓女賺錢的細節。第二章則在講，追捕恐怖份子的線索，可能就藏在銀行戶頭裡。第三章在探討人們為何選擇幫助或阻礙他人。在第四章中，提到不同的誘因會為問題帶來不同的結果。第五章則告訴了人們，為什麼經濟學家經常不願去預測環境問題。後記則在探討猴子是否可以透過訓練懂得如何使用貨幣。

## 大眾反應
因為其娛樂價值，《超爆蘋果橘子經濟學》得到高度的讚賞。但也因為其不合常理的研究方式而受到批評，尤其是在關於全球暖化的議題上。《金融時報》中，提姆·哈福德（《臥底經濟學》（The Undercover Economist）作者）說《超爆蘋果橘子經濟學》和《蘋果橘子經濟學》極為相像，但相比之下，更為出色。《紐約郵報》的評論兼小說家凱爾·史密斯（Kyle Smith）描述這本書為：「勇敢、振奮人心且特立獨行的漂亮作品。」。《商業周刊》給本書3.5顆星（最高5顆），並稱本書：「富創造力，充分利用經濟學於那些不尋常的事物上。」

## 來源
1. ↑  《超爆蘋果橘子經濟學》今天開始發售, 2009-10-20
2. ↑  Harford, Tim. . 金融時報. 2009-10-17  [2009-10-22]. （原始内容存档于2010-06-03）.
3. ↑  Smith, Kyle. . 紐約郵報. 2009-10-18  [2009-10-22]. （原始内容存档于2012-10-14）.
4. ↑  Coy, Peter. . 商業周刊. 2009-10-22  [2009-10-23]. （原始内容存档于2014-08-24）.